# The Red Hot Chili Peppers (àlbum)
El primer àlbum de la banda de funk rock Red Hot Chili Peppers es publica el 1984 i està produït per Andy Gill, guitarrista de Gang of Four, i fou editat per la discogràfica EMI Records.
Per culpa de contractes discogràfics i la implicació la banda What Is This? (que estaven a la discogràfica MCA Records), el guitarrista Hillel Slovak i el bateria Jack Irons no van poder gravar amb la banda. Els Peppers però van poder trobar dos substituts l'exbateria de la banda Weirdos, Cliff Martinez i el guitarrista d'estudi Jack Sherman.
L'enregistrament del disc no fou un procés fàcil. Els Peppers i Andy Gill van tenir diverses divergències creatives durant la gravació del disc, ja que el productor volia donar un so més «pop» a la banda. El disc no va triomfar en el Billboard Hot 200.
El grup va fer una petita gira per presentar el disc però la gira va ser un fracàs. A més les desavinences amb Jack Sherman van fer que aquest abandonés la banda. Sherman seria substituït per Hillel Slovak, guitarrista original de la banda, ja que el disc Squeeze de What Is This? tampoc havia acabat de funcionar.
Kiedis en la seva autobiografia Scar Tissue explica que el productor Andy Gill havia escrit la paraula «merda» al costat del títol de la cançó «Police Helicopter» en un dels quaderns de gravació.

## Llista de Cançons
1. «True Men Don't Kill Coyotes» (Flea, Kiedis, Martinez, Sherman) – 3:40
2. «Baby Appeal» (Flea, Kiedis, Martinez, Sherman) – 3:40
3. «Buckle Down» (Flea, Kiedis, Martinez, Sherman) – 3:24
4. «Get Up and Jump» (Flea, Irons, Kiedis, Slovak) – 2:53
5. «Why Don't You Love Me (Like You Used To Do)» (Williams) – 3:25
6. «Green Heaven» (Flea, Irons, Kiedis, Slovak) – 3:59
7. «Mommy Where's Daddy» (Flea, Kiedis, Martinez, Sherman) – 3:31
8. «Out in L.A.» (Flea, Irons, Kiedis, Slovak) – 2:00
9. «Police Helicopter» (Flea, Irons, Kiedis, Slovak) – 1:16
10. «You Always Sing The Same» (Flea, Irons, Kiedis, Slovak) – 0:19
11. «Grand Pappy Du Plenty» (Flea, Gill, Kiedis, Martinez, Sherman) – 4:04
Bonus tracks de la version remasterizada del 2003
12. «Get Up and Jump» (demo) (Flea, Irons, Kiedis, Slovak) – 2:37
13. «Police Helicopter» (demo) (Flea, Irons, Kiedis, Slovak) – 1:12
14. «Out in L.A.» (demo) (Flea, Irons, Kiedis, Slovak) – 1:56
15. «Green Heaven» (demo) (Flea, Irons, Kiedis, Slovak) – 3:50
16. «What It Is» (a.k.a. «Nina's Song") (demo) (Flea, Kiedis) – 3:57